# Jurassic 5 EP
Jurassic 5 EP – minialbum wydany w 1997 roku przez hip-hopową grupę Jurassic 5 nakładem wytwórni Rumble i Pickininny Records. 
Jest EPką, która zawiera większość materiału, które ukazało się na ich pierwszym albumie wydanym pod koniec 1998 roku, Jurassic 5 LP.
Pierwsza wersja zawiera 9 utworów i jest dostępna na jednej płycie CD lub na podwójnym 12" winylowym krążku. Została wydana w październiku 1997 roku w krótko-żyjącej wytwórni Rumble/Pickininny Records. Mimo iż wytwórnia wydała tylko jedną ich płytę, dała im okazję pokazać się światu i zaprezentowania swoich możliwości.

## Lista utworów
1. "In The Flesh"
2. "Quality Control Part II"
3. "Jayou"
4. "Lesson 6: The Lecture"
5. "Concrete Schoolyard"
6. "Setup"
7. "Action Satisfaction"
8. "Sausage Gut"
9. "Blacktop Beat"